# Répát-tető
A Répát-tető egy 1291 méter tengerszint feletti magasságú hegyvonulat.
A hegyvonulat a Kászoni-medencét és a Lassúág-völgyét választja el. A hegy medence felőli törésvonalai mentén nagyon jó minőségű borvízforrások találhatóak, ezek között vannak a répáti és a veresszéki borvizek. A hegyvonulatról nagyon szép kilátás nyílhat a látogatóknak a környező hegyekre. A Répát-tető Kászonfeltíz felől közelíthető meg, a Répát-patak valamelyik ágán vagy a kér ág közötti hegyháton.